# En sibylles bekendelser
En sibylles bekendelser er en essaysamling skrevet i 1976 af Tove Ditlevsen, samme år hun døde. Det var noget af det sidste hun skrev.
| Bog | Spire Denne artikel om bøger og tidsskrifter er en spire som bør udbygges. Du er velkommen til at hjælpe Wikipedia ved at udvide den. |